# Amarante
Amarante és un municipi portuguès, situat al districte de Porto, a la regió del Nord i a la Subregió del Tâmega. L'any 2004 tenia 61.029 habitants. Es divideix en 40 freguesies i limita al nord amb Celorico de Basto, al nord-est amb Mondim de Basto, a l'est amb Vila Real i Santa Marta de Penaguião, al sud amb Baião, Marco de Canaveses i Penafiel, a l'oest amb Lousada i al nord-oest amb Felgueiras.

## Població
| Població del concelho d'Amarante (1801 – 2004) | Població del concelho d'Amarante (1801 – 2004) | Població del concelho d'Amarante (1801 – 2004) | Població del concelho d'Amarante (1801 – 2004) | Població del concelho d'Amarante (1801 – 2004) | Població del concelho d'Amarante (1801 – 2004) | Població del concelho d'Amarante (1801 – 2004) | Població del concelho d'Amarante (1801 – 2004) | Població del concelho d'Amarante (1801 – 2004) |
| ---------------------------------------------- | ---------------------------------------------- | ---------------------------------------------- | ---------------------------------------------- | ---------------------------------------------- | ---------------------------------------------- | ---------------------------------------------- | ---------------------------------------------- | ---------------------------------------------- |
| 1801                                           | 1849                                           | 1900                                           | 1930                                           | 1960                                           | 1981                                           | 1991                                           | 2001                                           | 2004                                           |
| 1416                                           | 15918                                          | 32931                                          | 37796                                          | 47823                                          | 54159                                          | 56092                                          | 59638                                          | 61029                                          |

## Freguesies
| - Aboadela - Aboim - Ansiães - Ataíde - Bustelo - Canadelo - Candemil - Carneiro - Carvalho de Rei - Cepelos (Amarante) - Chapa - Fregim - Freixo de Baixo - Freixo de Cima | - Fridão - Gatão - Gondar - Jazente - Lomba - Louredo - Lufrei - Madalena (Amarante) - Mancelos - Oliveira - Olo - Padronelo - Real - Rebordelo | - Salvador do Monte - Sanche - Santa Cristina de Figueiró - Santiago de Figueiró - São Gonçalo (Amarante) - São Simão de Gouveia - Telões - Travanca - Várzea - Vila Caiz - Vila Chã do Marão, anteriorment Vila Chão do Marão - Vila Garcia |

Mapa del Concelho d'Amarante

### Personatges il·lustres
- Gonçal d'Amarante, frare dominic venerat com a sant
- Teixeira de Pascoaes (escriptor i poeta)
- Amadeo de Souza-Cardoso (pintor)
- Agustina Bessa Luís (escriptora)
- António Carneiro (pintor)
- António Cândido (orador i polític)
- António Pinto (corredor olímpic de marató)
- Nuno Gomes (futbolista)
- Ricardo Carvalho (futbolista)